# Зірка балету
«Зірка балету» — радянський кольоровий художній фільм 1964 року, знятий Олексієм Мішуриним на Кіностудії ім. О. Довженка.

## Сюжет
Фільм-ревю, створений із першої програми Українського балету на льоду. Інженер Степан Мітін, приїхавши в службових справах до Києва, випадково потрапляє на виставу «Український балет на льоду» та закохується у солістку Вікторію Чайку. Захоплений примою, Степан не помічає, що креслярка Варя, яка з ним працює над проєктом рефрижератора — та сама дівчина, якій він вечорами безуспішно намагається передати букет квітів із запискою. Відрядження закінчується — і Степан, збираючись до Приморська, запрошує на свій завод Варю. Вони домовляються зустрітися в аеропорту, але дорогою дівчину перехоплює адміністратор балету. Степан відлітає один. Якось до Приморська приїжджає Український балет на льоду. Степана Мітіна, найкращого спеціаліста з холодильних установок, просять допомогти створити штучний лід. Степан із радістю приймає пропозицію і незабаром зустрічає Вікторію Чайку.

## У ролях
- Тетяна Катковська — Вікторія Чайка
- Валерій Панарін — Степан Мітін
- Євген Моргунов — Шилобрєй
- Тетяна Окуневська — Катерина Василівна
- Галина Горшкова — Зіна
- Андрій Веселовський — Мишко
- Олександр Ануров — Григорій Макарович
- Віктор Халатов — черговий аеропорту
- Микола Яковченко — вахтер
- Сергій Петров — голова екзаменаційної комісії
- Євгенія Опалова — Маргарита Іванівна
- Надія Карабанюк — Надія Карабанюк
- Павло Киянський — Микола Леонідович Яворський, головний конструктор
- Іван Матвєєв — глядач
- Микола Панасьєв — пасажир літака
- Софія Карамаш — гримерка
- Дмитро Мілютенко — швейцар
- Катерина Литвиненко — продавчиня квітів

## Знімальна група
- Режисер — Олексій Мішурин
- Сценаристи — Цезар Солодар, Володимир Гольдфельд
- Оператори — Олексій Герасимов, Лев Штифанов
- Композитор — Євген Зубцов
- Художник — Михайло Юферов